# Szatwan (Armenia)
Szatwan – wieś w Armenii, w prowincji Gegharkunik. W 2011 roku liczyła 612 mieszkańców.